# Brachystephanus myrmecophilus
Brachystephanus myrmecophilus là một loài thực vật có hoa trong họ Ô rô. Loài này được Champl. mô tả khoa học đầu tiên năm 1994.